# Sovětská liga ledního hokeje 1954/1955
Sezóna 1954/1955 byla 9. sezonou Sovětské ligy ledního hokeje. Mistrem se stal tým CSKA Moskva.
Vzhledem k rozšíření počtu účastníků nikdo nesestoupil. Z kvalifikace do ligy postoupily 4 nové týmy.

## Konečné pořadí
| #  | Tým                  | Z  | V  | R | P  | Sk.    | B  |
| -- | -------------------- | -- | -- | - | -- | ------ | -- |
| 1  | CSKA Moskva          | 18 | 17 | 0 | 1  | 142-16 | 34 |
| 2  | Křídla Sovětů Moskva | 18 | 15 | 0 | 3  | 143-26 | 30 |
| 3  | Dynamo Moskva        | 18 | 14 | 2 | 2  | 111-27 | 30 |
| 4  | Avangard Čeljabinsk  | 18 | 8  | 1 | 9  | 59-73  | 17 |
| 5  | Daugava Riga         | 18 | 6  | 4 | 8  | 42-57  | 16 |
| 6  | Krystall Elektrostal | 18 | 5  | 3 | 10 | 48-96  | 13 |
| 7  | ODO Leningrad        | 18 | 6  | 0 | 12 | 55-85  | 12 |
| 8  | Avangard Leningrad   | 18 | 4  | 4 | 10 | 41-108 | 12 |
| 9  | Dynamo Novosibirsk   | 18 | 3  | 3 | 12 | 44-125 | 9  |
| 10 | Torpedo Gorkij       | 18 | 3  | 1 | 14 | 46-118 | 7  |